# Acanthocalycium spiniflorum
Acanthocalycium spiniflorum (synoniemen: Echinocactus spiniflorus (basioniem), Acanthocalycium violaceum) is een plant die behoort tot de cactusfamilie (Cactaceae).
De kleur van de bloemen kan variëren van donker tot licht violet. De bloeiwilligheid ligt ook nogal verschillend; de cactus bloeit niet altijd even goed of soms zelfs niet.

## Herkomst
De plant komt uit het noorden van Argentinië.

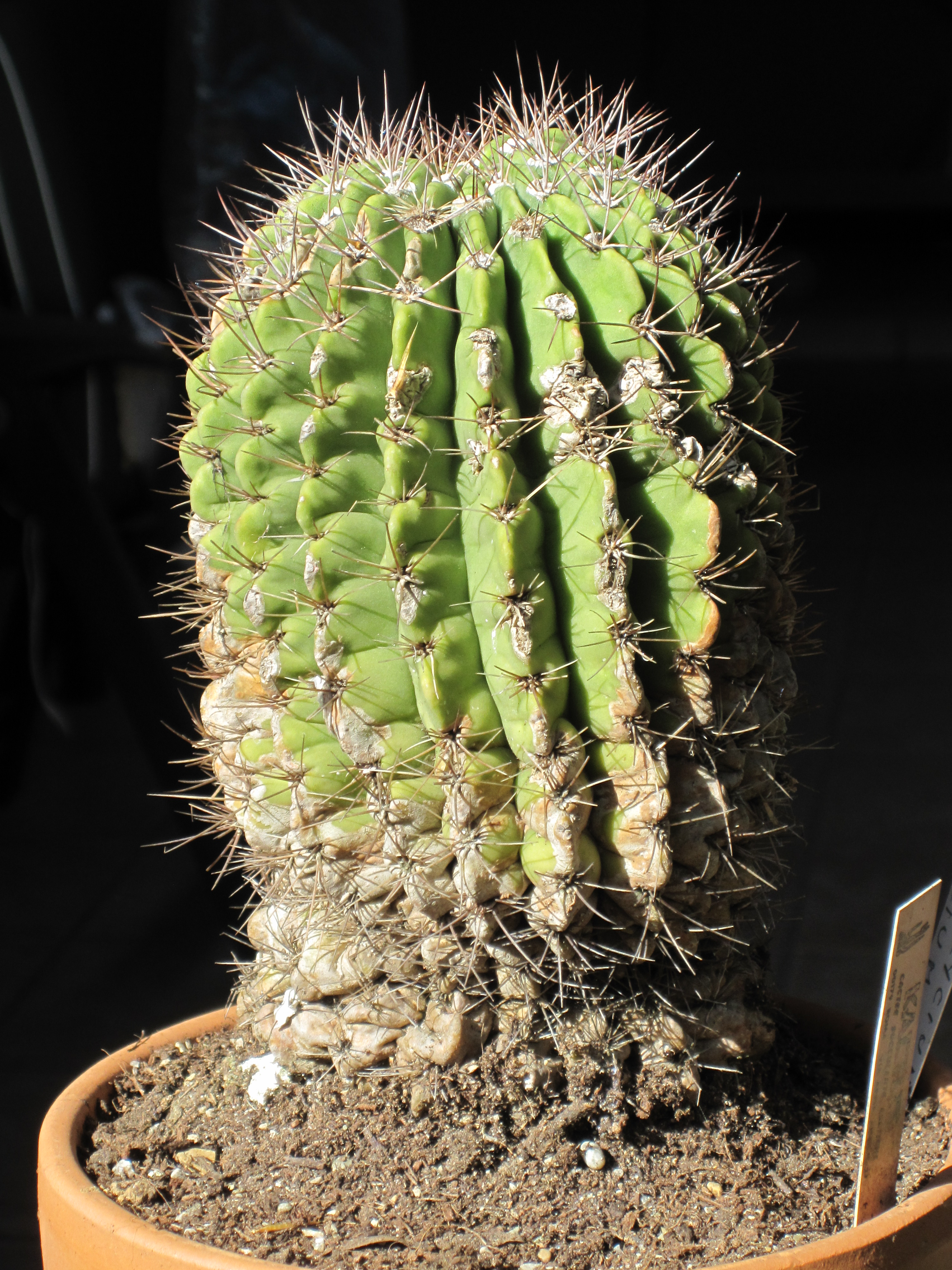
Echinocactus spiniflorus

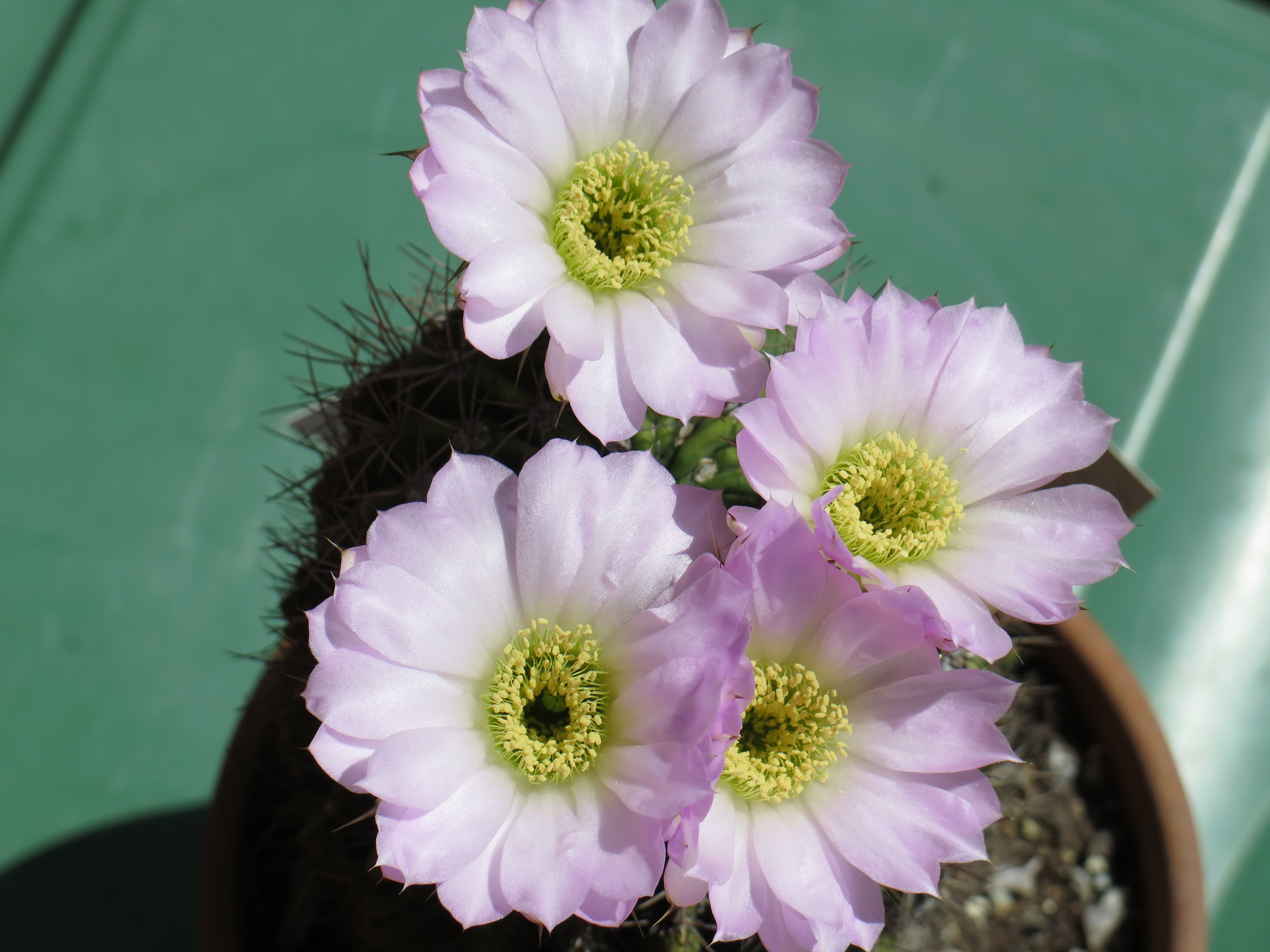
Bloemen